# 名鉄モ570形電車
名鉄モ570形電車（めいてつモ570がたでんしゃ）は、かつて名古屋鉄道（名鉄）に在籍していた路面電車用車両。1950年（昭和25年）から戦後初の岐阜市内線および美濃町線用新製車両として登場したもので、岐阜市内線用車両としては初の四軸ボギー車であった。

## 概要
1950年（昭和25年）にモ571 - 573が帝國車輛工業で新製された。戦後、東京都電6000形を参考に設計された路面電車車両が多数の事業者で新製されたが、本形式もまた都電6000形のデッドコピーというべき車両である。丸みを帯びた深めの屋根や窓下の補強帯、窓配置1D10D1の前後扉構造であること等、都電6000形の1950年（昭和25年）までに新製された車両とほぼ瓜二つの外観を持つ。ただし、正面3枚窓のうち中央の運転台窓が若干大きめに取られていることや、前照灯が新製時より屋根上に設置されていた点が、辛うじて本形式の独自性を主張している部分であった。
前述のように戦後初の新製四軸ボギー車として登場した本形式であるが、制御方式は直接制御、台車はブリル27-E系の流れを汲む帝国車輛製の古典的な台車を装備するなど、保守的な設計がなされている。主電動機は神鋼電機製MT60A型を1両当たり2基搭載し、当初は集電装置にトロリーポールを採用した。
その後、1953年（昭和28年）にモ574が、1954年（昭和29年）にはモ575が日本車輌製造で新製され、本形式は全5両の陣容となった。この2両は都電6000形の1952年（昭和27年）製の車両と同様に窓配置が1D9D1と設計変更された他、前照灯がモ571 - 573の取付ステーを介した固定方法から半埋込型に変更された点が異なり、台車も住友金属工業製KS-40J型を装備する。その他主要機器等の仕様はモ571 - 573と同一であった。

## その後の経緯

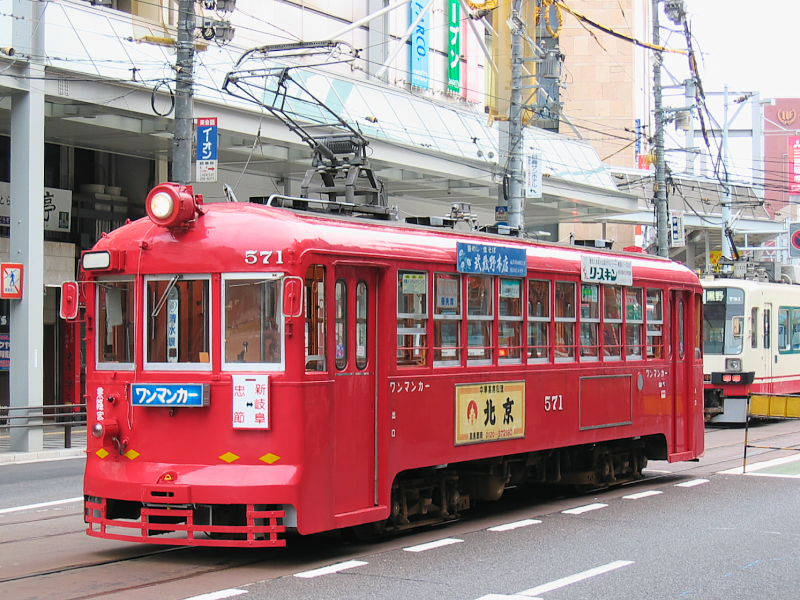
各種改造施工後のモ571
（新岐阜駅前・2003年8月撮影）

当初はモ571・572・573は美濃町線へ、モ574・575は岐阜市内線へそれぞれ配属された。後者は岐阜市内線初の大型四軸ボギー車であり、同線区の輸送力増強に貢献した。
後年モ573は岐阜市内線へ転属し、同線区でワンマン運転が開始されたことに伴いモ574・575とともに1973年（昭和48年）にワンマン化改造が施工された。ワンマン運転関連機器の新設の他、正面窓下に電照式の「ワンマンカー」表示器を取り付け、集電装置もビューゲルを経てZ形パンタグラフに換装された。美濃町線所属のモ571・572については1974年（昭和49年）にツーマン仕様のまま集電装置のZ形パンタグラフ化が施工された後、札幌市交通局（札幌市電）より譲り受けたモ870形導入に伴って1977年（昭和52年）に岐阜市内線へ転属し、同時にワンマン化改造も施工された。
その後、客用扉の鋼製化、窓枠のアルミサッシ化、前照灯のシールドビーム化といった近代化工事が全車を対象に施工されたが、岐阜市内線に在籍した他形式と同様冷房装置の搭載は見送られている。また、室内灯については白熱灯のままとされ、廃車まで蛍光灯化は行われなかった。
長年岐阜市内線の主力車両として運用された本形式であったが、モ780形の登場等により、モ573が1998年（平成10年）4月に、モ575が2000年（平成13年）12月にそれぞれ廃車となった。残るモ571・572・574についても晩年は専ら朝夕のラッシュ時間帯のみ岐阜駅前・新岐阜駅前 - 忠節間の折り返し運用に就くことが常であった。
2005年（平成17年）3月31日限りで岐阜市内線が全線廃止となったことに伴い、モ571・572・574も同日付で全車廃車となった。廃車後は全車解体処分されたが、571号の窓枠が現在修復中の都電6191号に利用された。